# Circuito de Vallelunga

A pista como era em 2003

O Circuito de Vallelunga é um circuito de automobilismo situado 32 km a norte de Roma, Itália, próximo de Vallelunga do Campagno. Foi construído originalmente como uma oval de areia com 1.8 km em 1959. A partir de 1963 o circuito recebeu o GP de Roma, e em 1967 foi adicionado um novo círculo, quando o circuito se tornou propriedade do Automobile Club d'Italia (ACI; Automóvel Clube de Itália). Outras remodelações foram efectuadas em 1971.
Em Agosto de 2004 foram iniciados os trabalhos de extensão da pista em 1 km, dando à pista a sua distância actual. A nova configuração recebeu homolgação da FIA como circuito para testes, sendo usado por várias equipas de Fórmula 1. O circuito também acolhe a prova de Endurance 6 Horas de Vallelunga.